# Torsa
Die Torsa (Bengalisch: তোর্সা, Torsā; auch Torsha, in Tibet Machu, in Bhutan Amo Chhu) ist ein 330 km langer Nebenfluss des Brahmaputra, der in Tibet entspringt und durch Bhutan nach Indien (Bundesstaat Westbengalen) und schließlich nach Bangladesch fließt.

## Verlauf
Die Torsa wird von einem Gletscher an der Ostflanke des 7024 m hohen Shudu Tsenpa gespeist. Der Fluss durchfließt anfangs das Chumbi-Tal im Kreis Yadong in Tibet in südlicher Richtung. Anschließend durchquert er im äußersten Westen von Bhutan das Gebiet Doklam, das von China beansprucht wird. Er durchschneidet die südlichen Berge des Himalaya in südsüdöstlicher Richtung. Bei Flusskilometer 140 erreicht er das westbengalische Tiefland und überquert die Grenze nach Indien. Nun wendet sich die Torsa 50 km nach Süden. Auf den letzten Kilometern fließt sie in überwiegend südsüdöstlicher Richtung. Der wichtigste Nebenfluss, der Kaljani, trifft bei Flusskilometer 60 von links auf die Torsa. Die letzten 55 Kilometer liegen in Bangladesch. Die Torsa mündet schließlich in die Jamuna, den Unterlauf des Brahmaputra. 
Das Einzugsgebiet der Torsa umfasst etwa 7200 km². Am Ufer der Torsa liegen die Städte Phuentsholing (in Bhutan), Jaigaon und Koch Bihar (beide in Indien). Bei den Städten Phuentsholing und Jaigaon überquert der Fluss die Grenze zu Indien.